# ترانسند
ترانسند (انگلیسی: Transcend) شرکت سخت‌افزار رایانه تایوانی است، که در سال ۱۹۸۸ تأسیس شد.